# Sępice
Sępice (Psittrichasidae) – rodzina ptaków z rzędu papugowych (Psittaciformes). 

## Zasięg występowania
Rodzina obejmuje gatunki występujące na Madagaskarze, Seszelach, Komorach i Nowej Gwinei.

## Systematyka
Do rodziny należą następujące podrodziny:
- Psittrichasinae von Boetticher, 1959 – sępice – jedynym przedstawicielem jest Psittrichas fulgidus Lesson, 1831 – sępica
- Coracopseinae Joseph, Toon, Schirtzinger, Wright & Schodde, 2012 – papuzice